# Acaro del formaggio

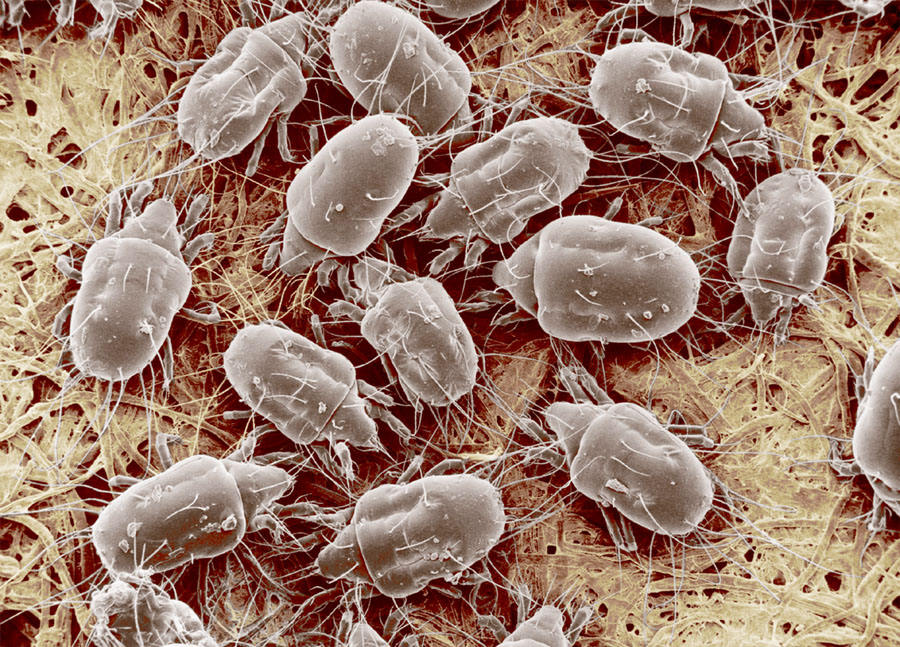
Tyrophagus putrescentiae è una delle diverse specie di acaro del formaggio

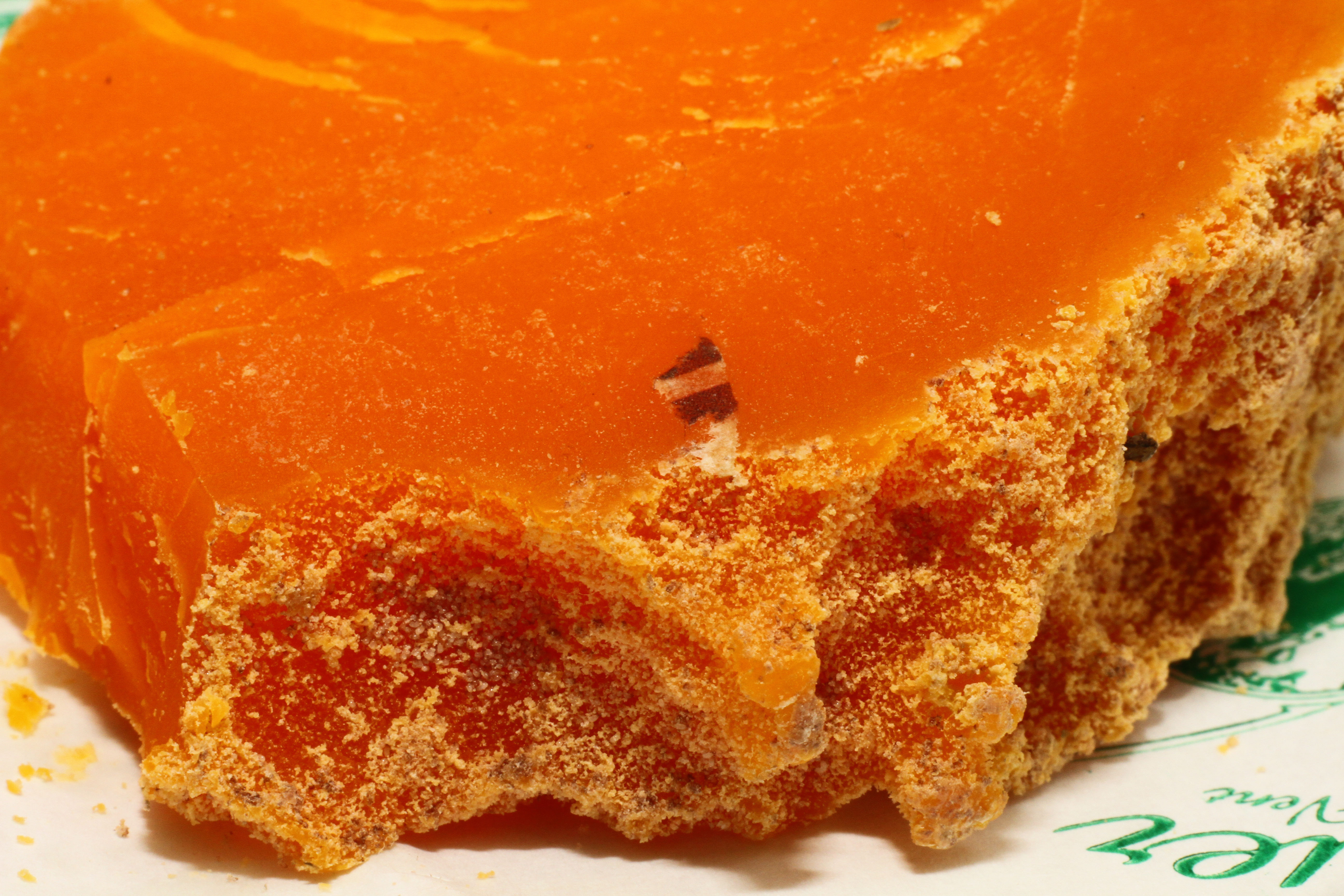
Formaggio "mimolette" con la caratteristica crosta prodotta dagli acari del formaggio

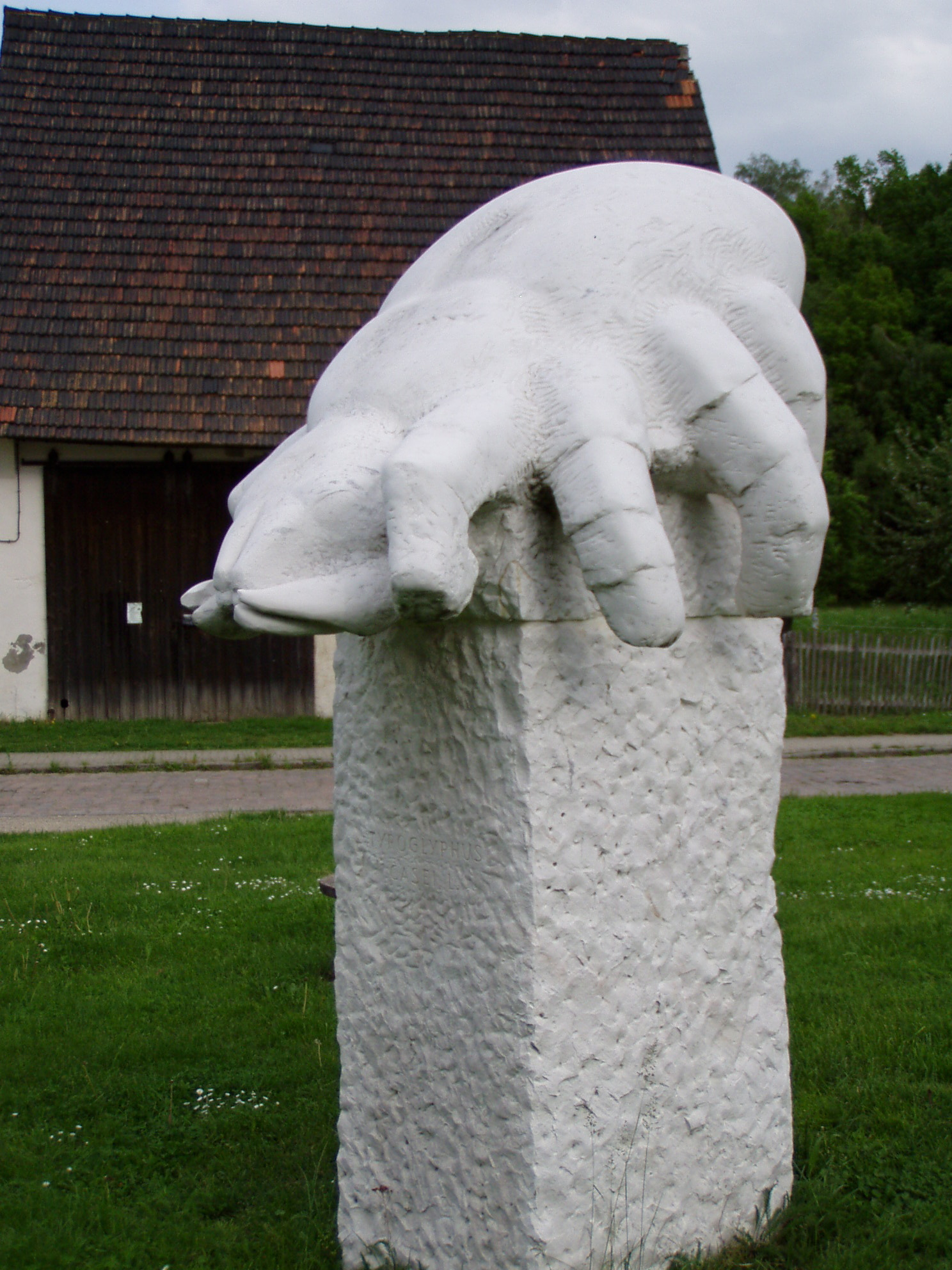
Monumento dedicato all'acaro del formaggio a Würchwitz, luogo di produzione del Milbenkäse

Gli acari del formaggio sono acari utilizzati nella produzione di alcuni formaggi come il Milbenkäse tedesco e la Mimolette francese.
L'azione degli acari vivi sulla superficie di questi formaggi contribuisce al sapore e conferisce loro un aspetto caratteristico.
Uno studio al microscopio elettronico a scansione del 2010 ha scoperto che il Milbenkäse viene prodotto con l'uso di acari della specie Tyrolichus casei, mentre la Mimolette utilizza Acarus siro (meglio conosciuto come acaro della farina).

## Biologia
Questi acari raggiungono l'età adulta in circa 35 giorni, e la durata di vita media è di circa 55 giorni nei maschi e 80 nelle femmine. Le dimensioni variano da 0,45 a 0,7 mm di lunghezza (la femmina è più grande del maschio). Il corpo è bianco e le zampe marroni.
Una femmina di acaro del formaggio può deporre fino a 800 uova durante la sua vita, con una media tra 20-30 al giorno. Il ciclo completo da uovo ad acaro adulto dura 10 giorni a temperatura ambiente.
Le larve di questi acari hanno solo sei zampe alla nascita; tuttavia, quando diventano ninfe sviluppano otto zampe come gli acari adulti.
Le condizioni ideali sono una temperatura di 23 °C e un'umidità dell'87%.

## Infezioni
Si muovono rapidamente e possono contaminare gli alimenti in breve tempo. Preferiscono formaggio stagionato rispetto a quello fresco, e spesso cercano di abitare ambienti caldi e umidi.
Gli acari, i loro gusci e i loro escrementi presenti nel formaggio possono causare irritazioni, dermatiti allergiche, intossicazioni intestinali, asma e allergie varie. Per tali motivi, in alcuni paesi non è consentita la commercializzazione di tali formaggi.
Per prevenire e combattere l'infestazione da acaro, gli alimenti devono essere conservati a bassa temperatura (vicino al punto di congelamento) e a bassa umidità. Altresì è possibile distruggere gli acari, privandoli dell'ossigeno, immergendo i formaggi in bagni di olio o prodotti chimici.